# Арпажон
Арпажон (фр. Arpajon) је насељено место у Француској у региону Париски регион, у департману Есон.
По подацима из 2011. године у општини је живело 10.704 становника, а густина насељености је износила 4460,0 становника/km².

## Демографија
| 1962. | 1968. | 1975. | 1982. | 1990. | 2011.  |
| ----- | ----- | ----- | ----- | ----- | ------ |
| 5.935 | 6.576 | 8.105 | 7.999 | 8.713 | 10.704 |